# Вибори до парламенту Чехословаччини в Підкарпатській Русі 1924

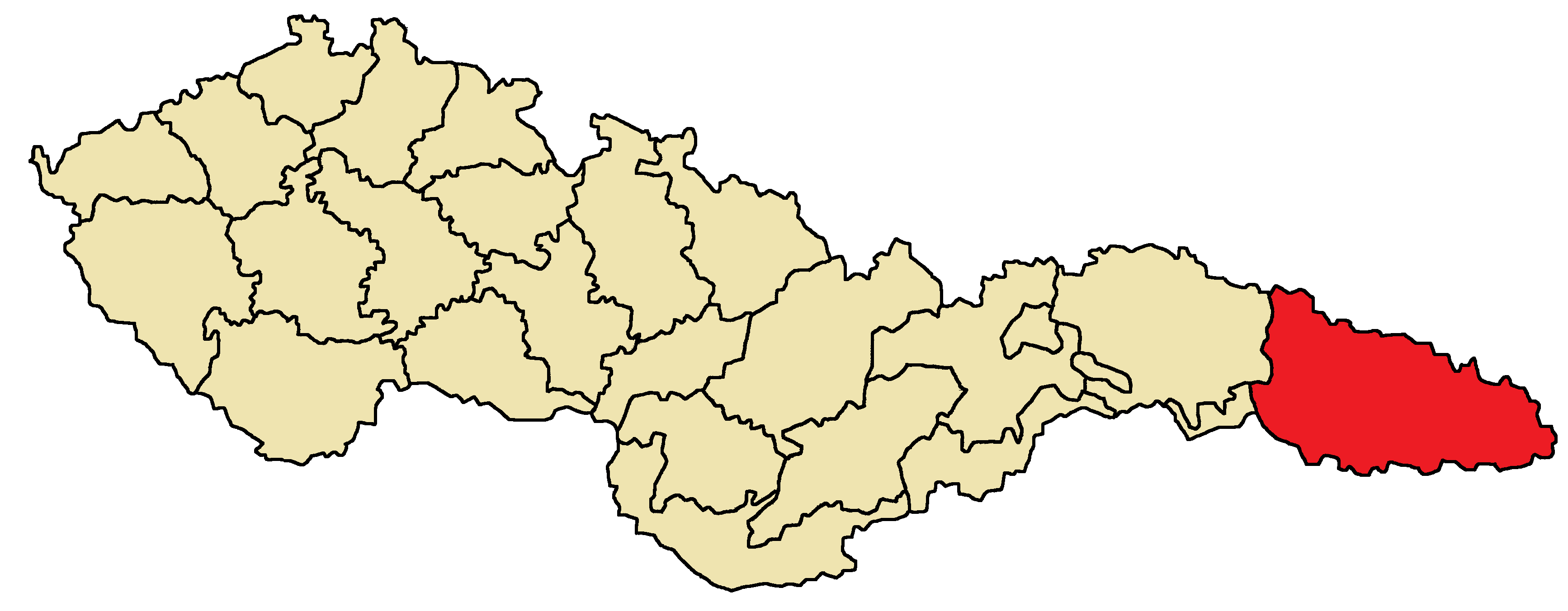
Ужгородський виборчий округ

Вибори до парламенту Чехословаччини від Ужгородського виборчого округу (інакше кажучи, від Підкарпатської Русі) відбулися 16 березня 1924 року. Було обрано 9 депутатів до Палати депутатів і 4 — до Сенату. Це були довибори після виборів до Національних зборів 1920 року.  

## Результати

### Палата депутатів
| Партія  | Партія                                                               | Голоси  | %    | Місця |
| ------- | -------------------------------------------------------------------- | ------- | ---- | ----- |
|         | Комуністична партія Чехословаччини                                   | 100,242 | 39.4 | 5     |
|         | Угорська національна партія                                          | 28,113  | 11.1 | 1     |
|         | Автономний аграрний союз                                             | 21,161  | 8.3  | 1     |
|         | Соціал-демократична робітнича партія Підкарпатської Русі             | 20,998  | 8.3  | 1     |
|         | Карпаторуська партія робітників, малоземельних та безземальних селян | 20,068  | 7.9  | 1     |
|         | Єврейська народна партія                                             | 17,941  | 7.1  |       |
|         | Карпатська республіканська партія селян                              | 15,058  | 5.9  |       |
|         | Руська хліборобська партія                                           | 11,107  | 4.4  |       |
|         | Єврейська демократична партія                                        | 9,914   | 3.9  |       |
|         | Незалежна угорська соціал-демократична партія                        | 2,828   | 1.1  |       |
|         | Руські націонал-демократи                                            | 2,780   | 1.1  |       |
|         | Угорська громадянська партія                                         | 2,748   | 1.1  |       |
|         | Партія малоземельних селян                                           | 1,242   | 0.5  |       |
| Загалом | Загалом                                                              | 254,200 | 100  | 9     |

 Загалом партії, що підтримували чехословацький уряд, набрали 40% голосів.
Імена обраних депутатів: Йожеф Ґаті (József Gáti), Йосеф Камінський (Josef Kaminský), Ендре Корлат (Endre Korláth), Іван Куртяк, Іван Мондок, Яромир Нечас (Jaromír Nečas), Андрій Ґаґатко, Емануель Сафранко (Emanuel Safranko), Василь Щерецький та Микола Седоряк

### Сенат
До Сенату було обрано таких депутатів: Іван Боднар (Iván Bodnár), Ендре Чей (Endre Csehy), Ференц Еґрі (Ferenc Egry) та Бела Ришко (Béla Riskó).